# Solanum chenopodioides
Morelle faux chénopode, Morelle sublobée
Espèce
Solanum chenopodioides, la Morelle faux chénopode ou Morelle sublobée, est une espèce de plantes à fleurs de la famille des Solanaceae. Elle est originaire d'Amérique du Sud, sur une zone qui s'étend du centre et du sud du Brésil à l'Argentine. C'est une plante annuelle ou pérenne qui pousse principalement dans le biome tropical à saison sèche. Elle s'est naturalisée en Amérique du Nord, en Europe, en Australie et en Nouvelle-Zélande,.

## Liste des sous-espèces
Selon GBIF (8 février 2025) :
- Solanum virgatum subsp. unranked Hassk., 1860
- Solanum virgatum subsp. virgatum Lam., 1794

## Systématique
Le nom correct complet (avec auteur) de ce taxon est Solanum chenopodioides Lam..
Ce taxon porte en français les noms vernaculaires ou normalisés suivants : Morelle faux chénopode,,, Morelle sublobée,.
Solanum chenopodioides a pour synonymes :
- Solanum aguaraquiya Sendtn.
- Solanum amaranthifolium Gillies ex Rusby
- Solanum americanum var. baylisii D' Arcy
- Solanum besseri Weinm.
- Solanum besseri Weinm. ex Roem. & Schult.
- Solanum chenopodifolium Dunal
- Solanum gracile var. microphyllum Dunal
- Solanum gracile Moric.
- Solanum gracile Moric. ex Dunal
- Solanum gracile Otto
- Solanum gracilius Herter
- Solanum isabellei Dunal
- Solanum litocladum Dunal
- Solanum nigrum var. aguaraquiya Reiche
- Solanum nigrum var. aspergilliflorum Sendtn.
- Solanum nodiflorum var. besseri (Weinm.) Witasek
- Solanum nodiflorum var. microphyllum Hassl.
- Solanum ottonis H.Hyl.
- Solanum ottonis Hyl.
- Solanum pterocaulon var. aguaraquiya (Sendtn.) Dunal
- Solanum sublobatum Willd.
- Solanum sublobatum Willd. ex Roem. & Schult.
- Solanum subspatulatum Sendtn.
- Solanum vile Bitter
- Solanum virgatum Endl.
- Solanum virgatum Endl. ex Sendtn.
- Witheringia chenopodioides (Lam.) J.Rémy